# 妻は、くノ一
『妻は、くノ一』（つまは くノいち）は、風野真知雄による日本の時代小説のシリーズ。2008年から2011年にかけて角川文庫より書き下ろしで全10巻が刊行され、2013年に新章として「蛇之巻（へびのまき）」全3巻が刊行された。シリーズ累計発行部数は100万部を超えている。
NHK BSプレミアムのBS時代劇枠にて市川染五郎主演でテレビドラマ化され、2013年4月5日から8回シリーズで放送（NHK総合では2013年6月20日から放送）。2014年には完結編『妻は、くの一〜最終章〜』が5月23日から5回、BSプレミアムのBS時代劇枠にて放送された。
漫画化もされ、黒百合姫の作画で『サムライエース』Vol.4から同誌の休刊となるVol.10まで連載され、単行本が単巻で発売されている。
また、『妻は、くノ一』の姉妹シリーズとして、平戸藩江戸屋敷の清湖姫を主人公とした『姫は、三十一』シリーズ全7巻が2011年から2014年にかけて角川文庫より刊行されている。

## あらすじ

### 妻は、くノ一
平戸藩の御船手方（おふなてかた）書物天文係の雙星彦馬（ふたぼし ひこま）は三度の飯より星が好きで、先祖伝来の田畑を売ってまで望遠鏡を手に入れた、藩内きっての変わり者だった。そんな彦馬の下に、上司の紹介で美しい妻・織江（おりえ）が嫁いでくる。彼女を一生涯大切にしようと心に誓う彦馬だったが、幸せな生活は織江の失踪によってわずか1か月で終わってしまう。織江は平戸藩の密貿易疑惑を探る幕府の密偵だったのではないかとの情報が寄せられながらも、もう一度織江に会いたいと強く願う彦馬は隠居し、商家の養子となり江戸店を取り仕切っている親友を頼って江戸で暮らし始める。
星好きで変わり者とされていた彦馬だったが、鎖国を解き国を開きたいとの開明的な思想を持つ元平戸藩主の松浦静山（まつら せいざん）にその知識の広さを見込まれ、彦馬もまた静山の考えに同調していく。自身が経験したことや人から聞いた不思議な出来事や怪奇事件について『甲子夜話』という書物を執筆中の静山は、彦馬に謎解きを求めるようになり、広く深い知識を有する彦馬は、織江探しと並行して巷間に起こる謎を解いていく。
一方、織江もまた彦馬のことを忘れられずにいた。彦馬が江戸へ出てきたことを知った織江は、時に手助けをしながら密かに彦馬の暮らしを見守る。やがて平戸藩下屋敷への潜入に成功し、静山の密貿易と野心の証拠を掴んだ織江だったが、提出すれば彦馬の人生をも奪いかねず、妻の立場とくノ一の立場の間で葛藤する。母の後押しもあり、彦馬と生きる道を選び抜け忍となった織江の下へ、次々と刺客が送り込まれる。

### 妻は、くノ一 蛇之巻
刺客との死闘を終え、渡米した雙星彦馬と妻の織江は、ヒコ・ツインスターとオリエ・ツインスターと名乗り、数々の苦難を乗り越えて3人の息子にも恵まれ、ロサンゼルス郊外で評判の馬車屋を営みながら、幸せに暮らしていた。夫妻が友人の結婚式に出席するため外出し、三男のサミーが留守宅を守っていたある日、オリエを訪ねてきた男がいたという。庭にアメリカにいるはずのないマムシを見つけた瞬間、サミーから聞いた訪ねてきた男の人相と、かつて彦馬と出会う前に潜入していた長州で戦った「いちばん嫌な敵・蛇文」とを結びつけるのはたやすかった。
蛇文がエイブラハム・リンカーン暗殺計画に関わっていることを知らされた彦馬と織江は、知り合いの保安官とピンカートン探偵社の仲間らと計画阻止のために動き出す。

## 登場人物

### 主要人物
雙星 彦馬（ふたぼし ひこま） / ヒコ・ツインスター
平戸藩御船手方（おふなてかた）書物天文係 → 法深寺手習い所教師。28歳。
夜空の星の運行はほぼ完全に頭に入っており、三度の飯より星が好きで、先祖伝来の田畑を売って購入した望遠鏡は宝物。
上司に紹介された織江の美貌に惚れ、生涯大切にしようと誓うも、わずか1カ月で失踪され、その行方を追うべく隠居して家督を譲り、親友の千右衛門を頼って江戸へ行く。
因みに雙星は元々船と海に生きる一族で、星の運行は必須だった。だが彦馬本人はあまりの星好き故に変人呼ばわりされ、縁談も「雙星の家に嫁ぐくらいなら尼寺に入る」と女性の方から即刻断られた、と静山にこぼしている。織江に一途なのもこうした状況であるがために嫁は生涯来ないと諦めていた事も大きい。
静山や千右衛門や原田、手習い所の子供たちから持ち込まれる謎や困り事を解決する。武術全般が苦手だが、少しでも織江の力になりたいと考え、静山に柔術を習う。
「蛇之巻」では、ロサンゼルス郊外で馬車屋を営みながら、自転車も作っている。保安官補ポール・ギャレットとは友人。
織江（おりえ） / オリエ・ツインスター
上司の紹介で彦馬の妻になった美女。23歳。
彦馬に嫁いで1カ月後に失踪してしまう。博多に本店を持つ廻船問屋の紹介とされたが、後にそんな店は存在しないことが判明する。
正体は、平戸藩の密貿易を怪しんだ幕府が送り込んだくノ一。平戸藩の江戸藩邸で密偵が漏れ聞いた静山の「雙星彦馬は見どころがある」という言葉から、彦馬が密貿易に関与している疑いを持った。これまでも任務の一環で某かの妻になったことはあるが、彦馬との生活で初めて肉体的にも精神的にも幸せだと感じ、平戸から江戸へ戻る途中、ひたすらに誠実な彦馬への恋慕の情が急速に強まり、もう一度会いたいと願う。
母・雅江は〈天守閣のくノ一〉と呼ばれた凄腕のくノ一だったが、恋に身をやつし任務を全うしなかったことが露見し、引退を余儀なくされている。父親が誰かは知らず、母もまた言おうとはしない。
松浦 静山（まつら せいざん）
元平戸藩主。60代半ば。本所中之郷の下屋敷で『甲子夜話』を執筆しながら悠々自適の生活を送っている。心形刀流の達人で武術全般に通じている。タケとマツという名の2匹の赤犬を飼っている。
彦馬に一目置いており、自らの「開国」という野望に欠かせぬ存在であると考えている。彦馬の妻が失踪したと聞き、すぐに密偵だと感づいたものの、彦馬が妻を捜すことに反対せず、彦馬にも気にしないようにと言い含めている。

### 江戸の人々
千右衛門（せんえもん）
海産物問屋〈西海屋〉の主。28歳の若さながらやり手と評判高い。
彦馬の親友で、旧名は安藤千之助（あんどう せんのすけ）。商人と縁の深い安藤家の次男に生まれ、21歳の時に遠縁だった西海屋の養子になった。その後、家督を継いでいた長兄は橋の手抜き工事の責任を負わされ、安藤家は廃絶になった。
原田 朔之助（はらだ さくのすけ）
南町奉行所臨時廻り同心。難事件に遭遇すると度々彦馬に相談し、手柄を立ててもらっている。
妻・おのぶを溺愛している。おのぶの実家は鍛冶町にあるろうそく問屋〈光明堂〉で、武家と商家という育ちの違いからしばしば喧嘩をしては彦馬を困らせる。
雙星 雁二郎（ふたぼし がんじろう）
彦馬が隠居し江戸へ出るために、遠縁の双星家から養子にし家督を継がせた男。煙草も酒もかなりの量をたしなむ。
彦馬は「どう見ても40代以上にしか見えない異様な老け顔の14歳」と思っているが、その正体は平戸藩最強の忍びで、静山が藩主だった頃には既に側に仕えていたため、年齢も静山とそれほど変わらない。
松浦 静湖（まつら せいこ）
静山の娘。30歳を超えているが未婚。『姫は、三十一』シリーズの主人公。
美貌と快活さと聡明さを兼ね備えた姫だが、最初の縁談の相手が帰り道で堀に落ちて溺れ死んだのを皮切りに、その後も縁談相手に事故や急病が相次ぎ、「あの姫と縁談が起きると、男の方に凶事が訪れる」と噂されるようになり、24歳を最後に縁談は来なくなった。
おゆう
手習い所の子供の1人。瀬戸物屋〈土州屋〉の大店の娘で、頭も優秀で容姿も可愛く、男の子から人気がある。
湯川 太郎兵衛（ゆかわ たろべえ）
中津藩用人。かつて任務中の雅江と恋仲になったという噂がある。
金蔵（きんぞう）・銀蔵（ぎんぞう）
盗っ人を生業とする双子の兄弟。

### お庭番とその配下
川村 真一郎（かわむら しんいちろう）
お庭番の頭領。かつて妻がいたが、嫉妬に狂ったお弓の呪術によりわずか半年で病死してしまった。現在は、織江を妻にと望んでいる。
雅江（まさえ）
織江の母親。かつて〈天守閣のくノ一〉と呼ばれた凄腕の持ち主。密偵中に探るべき相手を好きになってしまい、任務を疎かにしたことが露見し、止む無く引退した。現在は床に臥せっていることが多い。
お蝶（おちょう）
下忍。織江とは親友。母親は元芸者で、自身も芸者として探索相手に接近する。
お弓（おゆみ）
密偵。お庭番の家の出。無愛想で、織江は密かに「石地蔵のお弓」とあだ名を付けている。子供の頃から想いを寄せている真一郎を振り向かせるために呪術を学ぶが、真一郎が妻を娶った事に怒り狂い、その呪術で真一郎の妻を病死に追い込んだ。真一郎が好きなのは織江ではないかと嫉妬し、織江を呪殺しようと策を巡らすが、潜入中の平戸藩下屋敷で正体が露見し、静山に斬られ命を落とした。
寒三郎（かんざぶろう）
下忍。長く薩摩に潜入している。別名「呪術師寒三郎」。死人のような透き通った顔色をしており、目は開いているのか分からないほど細くしか開けない。織江への刺客として差し向けられる。
順平（じゅんぺい）
下忍。長崎の密偵を束ねる。別名「宵闇順平」（よいやみじゅんぺい）で、夜の闇に溶け込むように動く。明るい昼間は苦手で、塩をかけられたナメクジのよう。抜け忍となった織江を追うため、江戸へ帰ってくる。
浜路（はまじ）
下忍のくノ一。かつて雅江とともに〈天守閣のくノ一〉と呼ばれた。雅江が任務で遠方に潜入する時には、織江の面倒を見ていた。
人形半次郎（にんぎょうはんじろう）
「蛇之巻」に登場。雅江より2・3歳若い忍び。人形のように美しい顔立ちをしている。得意技は、自分そっくりの人形で敵を翻弄すること。雅江に好意を持っている。元旦恒例の長州藩邸潜入の際に落命。
梯子屋長兵衛（はしごやちょうべえ）
「蛇之巻」に登場。織江やお蝶とほぼ同世代の忍び。梯子を武器として使うだけでなく、普段から梯子を売り歩く梯子屋になりすましている。元旦恒例の長州藩邸潜入の際に落命。

### その他
林 述斎（はやし じゅっさい）
大学頭（だいがくのかみ）を務める儒学者。静山とは個人的に親しくしており、『甲子夜話』の愛読者でもある。
鳥居 耀蔵（とりい ようぞう）
述斎の三男。江戸城中奥番。6人兄弟の中で一番秀でているが、時に冷静沈着が過ぎ、感情が欠落し人情に欠けるところがある。春画集めが趣味である。
武芸は苦手で、町中でヤクザ者に絡まれていたところを雅江に助けられ、その美貌と武芸の腕前に惚れ、雅江の正体を知らぬまま「菩薩」と慕う。
四天王（してんのう）
将軍・家斉の警護をする、児島専六、羽佐間仁十郎、浅井権乃丞、森一平ら武者4人衆。児島は弓を、羽佐間は短槍を、浅井は剣を、森は手裏剣を得意とする。鳥居に唆され織江に興味を持った家斉のため、織江を追う。
荘助（そうすけ）
宇久島の海賊の血を引く。宇久島から平戸へ来る途中、乗っていた船が嵐で難破し死んだと言われていたが、実は生きていて、静山の命で密かに動いていた。

### 蛇之巻
ヒコとオリエの息子たち
長男と次男のジョーは、ロサンゼルス市内で馬車屋（本店）を営んでいる。両人とも手先は不器用だが、人当たりがよく、商売上手。三男のサミーはおっとりした性格だが、顔立ちは静山の面影がある。
高杉 小左衛門（たかすぎ こざえもん）
織江が高杉家の裏手の鬼藤家を探るために潜入した、長州の200石取り。
鬼藤 飛文（きとう ひもん）
長州忍者隊の頭領。36歳。鬼藤家は代々長州忍者隊の頭領を務める家柄で、名に得意技を入れるのが伝統になっており、水中の術が得意だった先代の名は水文（54歳、存命のまま引退）という。自身の命に背くさよを斬り、それを恨んだ蛇文によって殺される。
鬼藤 さよ（きとう さよ）
飛文の妻。「蛇姫（へびひめ）」と呼ばれる。「蛇神」に祈祷を捧げ、お告げをもらう「蛇神の里」の蛇塚家の出。31歳だが、見た目は20歳前後でも通るほど若々しく可愛らしい顔立ちをしている。飛文の意に背いた勝手な行動を咎められ、斬り殺される。
鬼藤 蛇文（きとう じゃもん）
飛文の息子。16歳。蛇姫曰わく、飛文よりずっと強い。その技を目撃した者によると、まるで蛇の脱皮のように衣服と頭髪をその場に残して姿を消すという。
高杉 千鶴（たかすぎ ちづる）
小左衛門の年の離れた妹。18歳。心術により蛇文に恋をしたと錯覚するが、織江により術を解かれ命拾いをする。
ポール・ギャレット
保安官補。ピンカートン探偵社の探偵たちと共に、親南部派に頼まれリンカーン暗殺を企てている日本人の男を追っている。
みみずく
雁二郎の23歳年下の妹。農家に嫁いだが、子どもができないことを理由に離縁された。
長崎の海岸で負傷し気を失っていた蛇文を正体を知らぬまま助け、平戸の無人島で回復するまで共に暮らした。後に蛇文の息子を産む。
美文（びもん）
みみずくと蛇文の子。顔は雁二郎に瓜二つ。

## 書誌情報
妻は、くノ一（全10巻）
2巻以降のタイトルは、ジャズの名曲のタイトルが由来となっている。
2冊ずつ合本にした「完本 妻は、くノ一」が2018年10月から2019年6月にかけて刊行されている。文字を大きくし、加筆・修正した。
完本の第1巻を元にしたオーディオブックが山崎健太郎の朗読でAudibleよりデータ配信で発売。
| #  | タイトル                         | 発売日         | ISBN              | タイトルの由来         |
| -- | -------------------------------- | -------------- | ----------------- | ---------------------- |
| 1  | 妻は、くノ一                     | 2008年12月25日 | 978-4-04-393101-9 | -                      |
| 2  | 星影の女 妻は、くノ一 2          | 2009年01月25日 | 978-4-04-393102-6 | 星影のステラ           |
| 3  | 身も心も 妻は、くノ一 3          | 2009年02月25日 | 978-4-04-393103-3 | ボディ・アンド・ソウル |
| 4  | 風の囁き 妻は、くノ一 4          | 2009年05月25日 | 978-4-04-393104-0 | 風のささやき           |
| 5  | 月光値千両 妻は、くノ一 5        | 2009年08月25日 | 978-4-04-393105-7 | 月光値千金             |
| 6  | 宵闇迫れば 妻は、くノ一 6        | 2009年12月25日 | 978-4-04-393106-4 | 宵闇迫れば             |
| 7  | 美姫の夢 妻は、くノ一 7          | 2010年04月25日 | 978-4-04-393107-1 | クレオパトラの夢       |
| 8  | 胸の振子 妻は、くノ一 8          | 2010年08月25日 | 978-4-04-393108-8 | 胸の振子               |
| 9  | 国境の南 妻は、くノ一 9          | 2010年12月25日 | 978-4-04-393109-5 | 国境の南               |
| 10 | 濤（なみ）の彼方 妻は、くノ一 10 | 2011年08月25日 | 978-4-04-393113-2 | ビヨンド・ザ・シー     |
妻は、くノ一 蛇之巻（全3巻）
織江が彦馬と出会う前に戦っていた当時のことが、前作から約30年後の織江の口から語られる。
| # | タイトル                            | 発売日        | ISBN              |
| - | ----------------------------------- | ------------- | ----------------- |
| 1 | いちばん嫌な敵 妻は、くノ一 蛇之巻1 | 2013年3月23日 | 978-4-04-100747-1 |
| 2 | 幽霊の町 妻は、くノ一 蛇之巻2       | 2013年4月25日 | 978-4-04-100785-3 |
| 3 | 大統領の首 妻は、くノ一 蛇之巻3     | 2013年8月24日 | 978-4-04-100992-5 |

## 関連書籍
- 『妻は、くノ一』謎解き散歩（2014年04月28日、KADOKAWA/中経出版 新人物文庫、ISBN 978-4-04-600291-4-C0195）
風野真知雄の責任編集による公式読本。風野書下ろしの番外編、本シリーズのプロトタイプとなった短編に加え、テレビドラマで彦馬役を演じた市川染五郎の特別インタビューや彦馬が暮らす妻恋町周辺を巡る「妻恋町散歩」などを収録。

## テレビドラマ
『妻は、くノ一』（つまは くノいち）がNHK BSプレミアムの「BS時代劇」枠にて2013年4月5日から5月24日まで、またNHK総合にて同年6月20日から8月22日まで毎週木曜日20時から20時43分に全8回で放送された。主演は七代目 市川染五郎。妻・織江役を演じた瀧本美織は本作が時代劇ならびにアクションに初挑戦となる。市川染五郎の長男・松本金太郎が第5話に寺子屋の教え子・藤松役で出演し、初の映像作品での親子共演を果たしている。撮影は2012年12月より京都にて開始、3月上旬に終了。
NHK BSプレミアムの「BS時代劇」枠にて2016年9月16日から11月4日まで、また2020年5月15日から7月3日まで再放送された。
完結編となる『妻は、くノ一〜最終章〜』（つまは、くノいち〜さいしゅうしょう〜）がNHK BSプレミアムの「BS時代劇」枠にて2014年5月23日から6月20日まで全5回で放送された。同枠にて2020年7月12日から8月16日まで日曜18時45分から 再放送された

### キャスト
- 雙星彦馬 - 市川染五郎[4]
- 織江 - 瀧本美織[3]
- 川村真一郎 - 和田聰宏
- 西海屋千右衛門 - 堀部圭亮
- 奥寺勘兵衛 - 金井勇太
- 雙星雁二郎 - 梶原善
- 雅江 - 若村麻由美
- 松浦静山 - 田中泯

#### 妻は、くノ一
- 原田朔之助 - 中村靖日
- お蝶 - 黒川智花
- 安藤祥吾 - 小木茂光
- 祥元和尚 - 織本順吉
- お弓 - 佐藤めぐみ
- 峰原小太夫 ‐ 井上肇
- おしか ‐ 山崎千恵子
- およう ‐ 飯島順子
- 長兵衛 ‐ 芝本正
- 宵闇順平 - 梨本謙次郎

#### 妻は、くノ一〜最終章〜
- 静湖 - マイコ
- つる - 松尾れい子
- 白瓜の寒三郎 - 瀬川亮
- 高杉新十郎 - 滝口幸広
- 平沢十兵衛 - 栩原楽人
- 荘助 - 宅間孝行
- 浜路 - 中島ひろ子

### スタッフ
- 脚本 - 金子成人
- 演出 - 山下智彦、服部大二
- 音楽 
  - 第1弾 - 西山宏幸
  - 第2弾（最終章） - 西山宏幸、小笠原肇
- 主題歌
  - 第1弾 - 山崎まさよし 「アルタイルの涙」（ユニバーサルミュージック）
  - 第2弾（最終章） - 山崎まさよし 「青いタペストリー」
- 語り - 原田美枝子
- 時代考証
  - 第1弾 - 大石学
  - 第2弾（最終章） - 山本博文
- 資料提供 - 神田明神、東京大学史料編纂所、長崎歴史文化博物館
- アクション監修 - 髙橋伸稔
- CG制作 - 佐々木宏
- 制作統括
  - 第1弾 -  海辺潔（NHKエンタープライズ）、鹿島由晴（NHK）
  - 第2弾（最終章） - 海辺潔、原林麻奈
- プロデューサー 
  - 第1弾 -  永井準哉
  - 第2弾（最終章） - 齋藤寛之、中島等
- 制作協力 - 松竹
- 制作 - NHKエンタープライズ
- 制作・著作 - NHK

### 放送日程
妻は、くノ一
| 各話   | 放送日         | サブタイトル   | 演出     |
| ------ | -------------- | -------------- | -------- |
| 第1回  | 2013年04月05日 | 織姫と彦星     | 山下智彦 |
| 第2回  | 2013年04月12日 | あやかし       | 山下智彦 |
| 第3回  | 2013年04月19日 | 歩く人形       | 山下智彦 |
| 第4回  | 2013年04月26日 | 忍びの宿命     | 服部大二 |
| 第5回  | 2013年05月03日 | いのちのお守り | 服部大二 |
| 第6回  | 2013年05月10日 | つぐない       | 山下智彦 |
| 第7回  | 2013年05月17日 | 身も心も       | 山下智彦 |
| 最終回 | 2013年05月24日 | いつの日か     | 山下智彦 |

妻は、くノ一〜最終章〜
| 各話   | 放送日         | サブタイトル | 演出     |
| ------ | -------------- | ------------ | -------- |
| 第1回  | 2014年05月23日 | 彦星の涙     | 服部大二 |
| 第2回  | 2014年05月30日 | 織姫の行方   | 服部大二 |
| 第3回  | 2014年06月06日 | 届かぬ想い   | 服部大二 |
| 第4回  | 2014年06月13日 | 運命の奔流   | 山下智彦 |
| 最終回 | 2014年06月20日 | 海の彼方     | 山下智彦 |

### 関連商品
- 妻は、くノ一 ブルーレイBOX 全3枚セット（2013年10月25日、NHKエンタープライズ、19032AA）
- 妻は、くノ一 DVD-BOX 全3枚セット（2013年10月25日、NHKエンタープライズ、19033AA）
- NHKBS時代劇「妻は、くノ一〜最終章〜」オリジナルサウンドトラック（2014年6月13日配信、NHK出版）[注 2]

| NHK BSプレミアム BS時代劇                                                | NHK BSプレミアム BS時代劇                                         | NHK BSプレミアム BS時代劇                                         |
| 前番組                                                                   | 番組名                                                            | 次番組                                                            |
| ------------------------------------------------------------------------ | ----------------------------------------------------------------- | ----------------------------------------------------------------- |
| 火怨・北の英雄 アテルイ伝                                                | 妻は、くノ一                                                      | 酔いどれ小籐次                                                    |
| 神谷玄次郎捕物控                                                         | 妻は、くノ一 〜最終章〜                                           | 秘太刀 馬の骨（アンコール）                                       |
| 伝七捕物帳                                                               | 妻は、くノ一（アンコール）                                        | 子連れ信兵衛2                                                     |
| 鳴門秘帖（アンコール） （2020年2月28日 - 5月1日）                        | 妻は、くノ一（アンコール） （2020年5月15日 - 7月3日）             | 妻は、くノ一 〜最終章〜（アンコール） （2020年7月12日 - 8月16日） |
| 妻は、くノ一（アンコール） （2020年5月15日 - 7月3日）                    | 妻は、くノ一 〜最終章〜（アンコール） （2020年7月12日 - 8月16日） | 鞍馬天狗（アンコール） （2020年8月28日 - 10月16日〈予定〉）       |
| NHK総合 木曜20時台（娯楽時代劇（ゾーン名なし・BS時代劇アンコール）の枠） |                                                                   |                                                                   |
| 猿飛三世                                                                 | 妻は、くノ一                                                      | あさきゆめみし 〜八百屋お七異聞 【ここから木曜時代劇枠】          |